# توکاس
توکاس، روستایی از توابع بخش رحیم‌آباد شهرستان رودسر در استان گیلان ایران است. این روستا با روستاهای دارجه، پی آغوزین، شفیع‌آباد، مؤمن زمین و منطقه دامداری لی خوانی یا همان له خانی همسایه بوده و در ۶۰ کیلومتری بخش رحیم آباد و ۷۵ کیلومتری جنوب غربی شهرستان رودسر واقع شده‌است.
دکتر منوچهر ستوده صاحب کتاب از آستارا تا استارباد در کتاب خود آورده‌است که: در این روستا در سال ۱۳۴۶ سکه‌های مسین قدیمی پیدا شده‌است.
قله صلوات کوه یا سواته کوه و بقعه سام و لام مناطقی هستند که در بالاترین نقطه این روستا قرار دارند.
منطقه دامداری لی خوانی از نقاط معروف دیگری است که در میان این روستا و قله صلوات کوه قرار دارد. نکته جالب توجه در مورد این منطقه دامداری در مقایسه با مناطق دامداری دیگر اشکور اینست که مکانی را برای استحمام گوسفندان ایجاد نموده‌اند.

## جمعیت
این روستا در دهستان شوئیل قرار دارد و براساس سرشماری مرکز آمار ایران در سال ۱۳۸۵، جمعیت آن ۲۸۱ نفر (۸۰خانوار) بوده‌است.